# Московское (Хакасия)

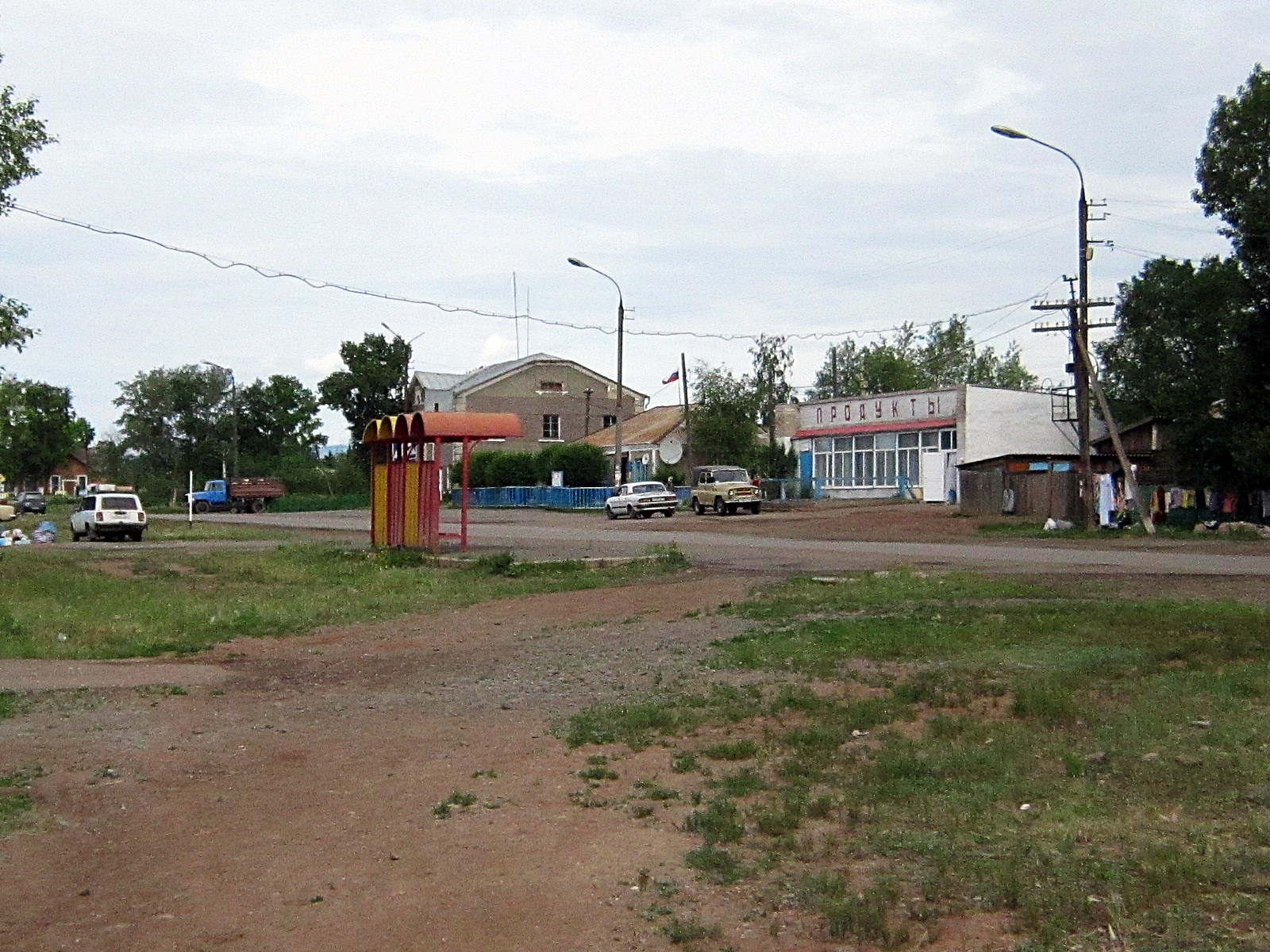
Московское. Центральная улица

Моско́вское — село в Усть-Абаканском районе Республики Хакасия России. Административный центр сельского поселения Московский сельсовет.

## География
Расположено на реке Бидже по южной стороне межмуниципальной автотрассы 95Н-701 Пригорск — Ербинская, в 27 км к северо-западу от районного центра пгт. Усть-Абакана. Расстояние до ближайшей железнодорожной станции Абакан 40 км, до Абаканского аэропорта 32 км.

## История
Предположительно, своё название село получило от ссыльного революционера Москвина, назвавшего небольшую деревушку Москвой. Точная дата образования населённого пункта неизвестна. В 1930 году на этом месте был образован хакасский совхоз «Овцевод». Вся современная история села связана с овцеводством. В 1967 году Президиум Верховного Совета РСФСР присвоил Московскому племовцесовхозу имя 50-летия СССР. В 1970 году последний был преобразован в Московский госплемзавод.
О становлении хозяйства, развитии села написан роман А. В. Кожевникова «Живая вода».
Основное направление хозяйства: селекционная работа по выведению новых пород овец, производство молока, мяса, шерсти, рыбоводство.
Федеральное предприятие «Госплемзавод „Московский“ им. 50-летия СССР» обанкротилось.

## Население
| 2002 | 2010  |
| ---- | ----- |
| 1266 | ↘1113 |

На 1 января 2004 года число хозяйств составляло 379 дворов. Население 1174 чел. Национальный состав: русские (78,4 %), хакасы (8,9 %), немцы (3,8 %) и др.

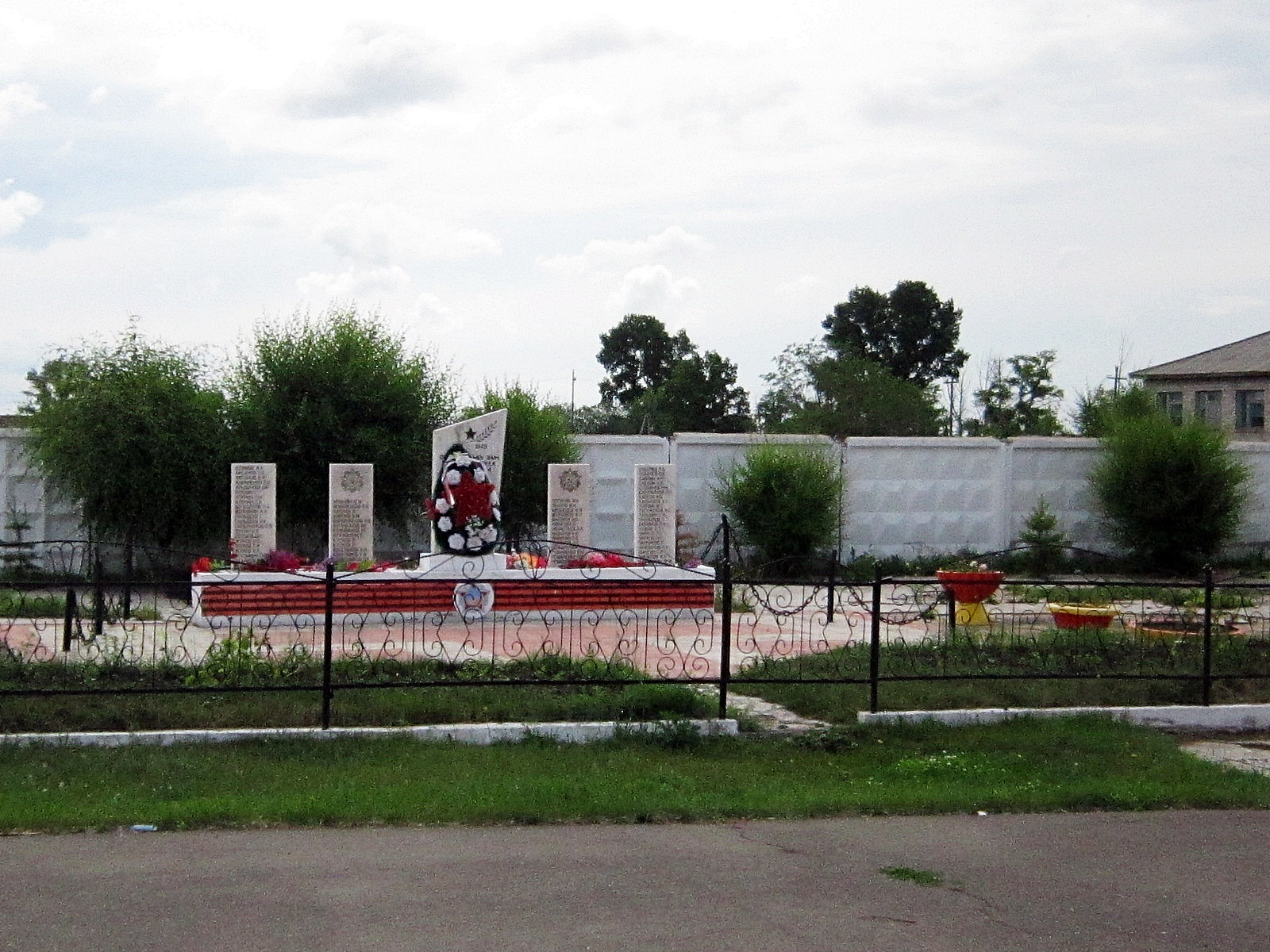
Мемориал односельчанам, погибшим в Великой Отечественной войне

## Инфраструктура
В селе имеются средняя общеобразовательная школа. Установлен мемориал погибшим в Великой Отечественной войне односельчанам. В 1990 году открыт православный храм Святого апостола Андрея Первозванного.